# Millidium
Millidium är ett släkte av skalbaggar som beskrevs av Victor Ivanovitsch Motschulsky 1855. Millidium ingår i familjen fjädervingar.
Släktet innehåller bara arten Millidium minutissimum.